# Alexandre Birman
Alexandre Birman (Belo Horizonte, 1 de agosto de 1976) é um designer de sapatos e empresário brasileiro, especialista em desenhar sapatos de luxo. Já fez sapatos exclusivos para Kate Hudson, Demi Moore, Anna Paquin, Jessica Alba e Katy Perry. Algumas criações são desenhadas sob encomenda e produzida apenas um par de cada número. O designer costuma utilizar como matéria-prima o couro de cobra píton. Birman é filho do fundador da Arezzo, Anderson Birman.